# Антисептик для рук

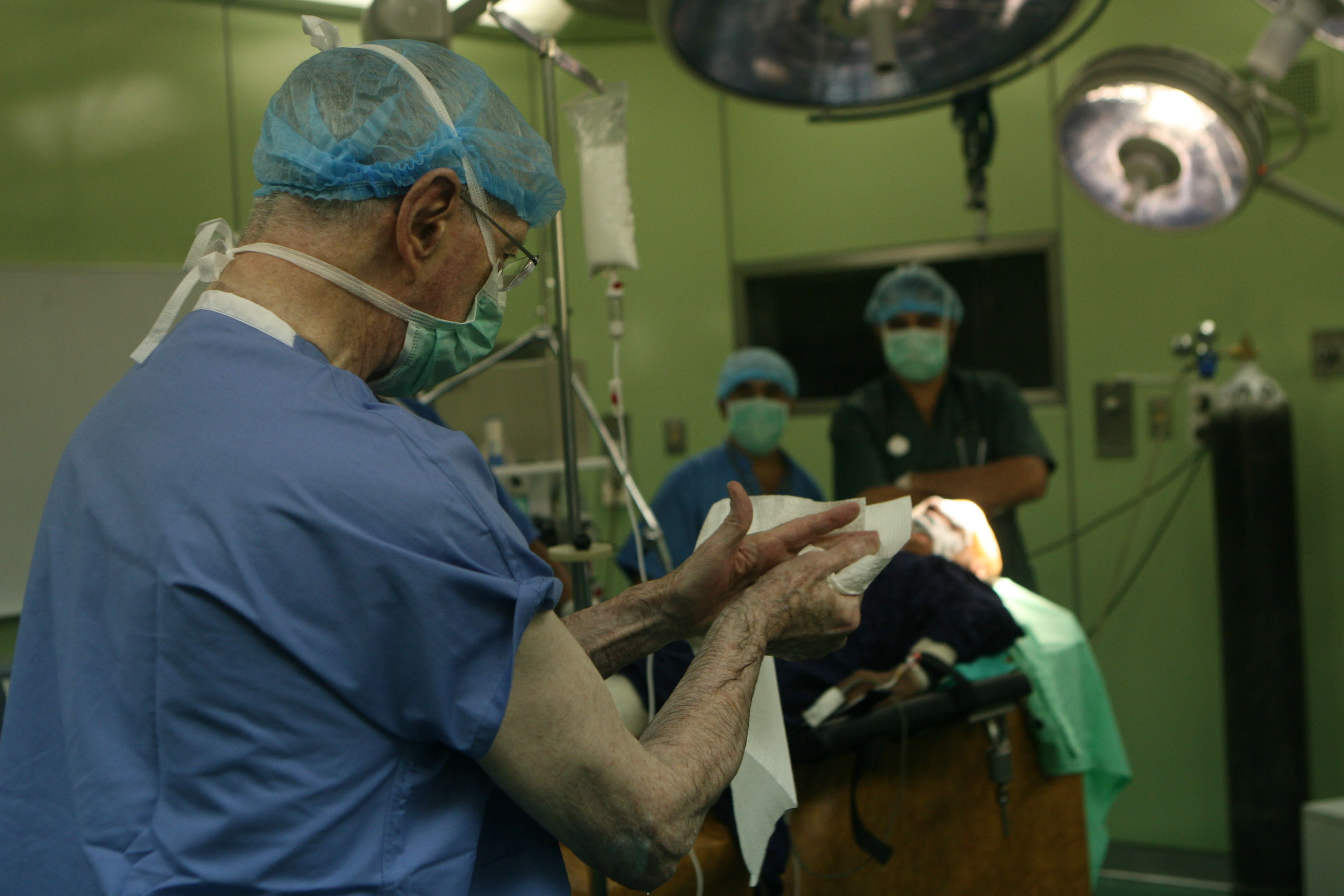
Хірург обробляє руки антисептиком перед одяганням медичних рукавичок

Антисептик для рук, санітайзер — дезінфікуючий засіб, що використовується у сфері медичного обслуговування для запобігання передачі патогенних мікроорганізмів та дотримання елементарних правил гігієни рук. Може використовуватись у місцях, коли умивальник і мило не доступні, як доповнення чи альтернатива миттю рук із милом і водою або як етап обробки рук медичного персоналу. Випускається у формі розчину, гелю, піни. Активними інгредієнтами можуть виступати ізопропанол, етанол, н-пропанол, або повідон-йод. Допоміжні речовини, як правило, включають загусник, такий як поліакрилова кислота, зволожувачі, такі як гліцерин, а також пропіленгліколь і ефірні олії рослин. Спиртовмісні антисептики вважаються ефективнішим засобом для знищення мікроорганізмів, ніж мило, і менше сушать шкіру рук.
Антисептики для рук, що не містять спирт, містять малі концентрації азотистого катіонного поверхнево-діючого агента хлорид бензалконію, триклозан хлоровані ароматичні сполук або повідон-йод.

## Класифікація
Щодо класифікації антисептиків для рук, не існує єдиної системи.
Найбільш оптимальною є функціонально-хімічна:
- Спиртовмісні
- Парабени: етилпарабен, бутилпарабен, метилпарабен, пропілпарабен.
- Триклозан та його похідні
- Антисептики з ароматичним сполуками
- Антисептик з антибактеріальними додатками(похідні антибіотиків)

За фізичною густиною:
- рідкі
- гелеподібні

## Дія антисептика для рук
Центр по контролю і профілактики захворювань в Сполучених Штатах Америки (англ. Centers for Disease Control and Prevention, CDC) розглядає антисептики для рук як відповідну альтернативу милу і воді для підтримки гігієни рук. Фахівці з Центру вважають, що найнадійнішим методом для запобігання передачі небезпечних захворювань є миття рук водою з милом. Якщо не має доступу до води і мила, рекомендується використовувати антисептик для рук, який містить щонайменше 60 % спирту[джерело?].
Спиртовмісні антисептики для рук знищують безліч різних видів бактерій, включаючи бактерії, стійкі до антибіотиків і мікобактерії туберкульозу. Вони також характеризується високою вірусологічної активністю проти безлічі різних видів вірусів, включаючи оболонкові віруси, такі як віруси грипу, ГРВІ та ВІЛ, хоча є особливо неефективними проти вірусу сказу. Спиртовмісні антисептики для рук також знищують грибки[джерело?].
Згідно з Вільямом Руталом (англ. Dr. William Rutala), «антисептики для рук на основі спирту є в 100 разів більш ефективним засобом проти вірусів, ніж будь-яка форма миття рук». Ізопропіловий спирт здатний миттєво знищити 99,9 відсотків або більше всіх неспороутворюючих бактерій менш ніж за 30 секунд, як у лабораторних умовах, так і на шкірі людини. Контрольоване клінічне дослідження 200 працівників на в 2004 році показало, що установка антисептиків для рук в офісі і навчання працівників їх використовувати призвело до скорочення на 21 % відсутності співробітників на роботі. Контрольовані дослідження показали ще більше скорочення відсутностей на навчанні учнів в початкових школах (на 51 %) і в ВУЗах (на 43 %).
При використанні спиртових препаратів для втирання в середньому число мікроорганізмів знижується на 4-5 порядків, тобто, з 1000000 до 100-10. Спиртовмісні антисептики для рук можуть виявитися неефективними в низьких кількостях або концентраціях. Хоча ізопропіловий спирт є ефективним у знищенні більшості бактерій, час дії, необхідний для руйнування клітин, не дотримується, оскільки спирт, як правило, випаровується менше ніж за 10-15 секунд. Дослідники заявляють, що застосування 0,3 мм спиртовмісного антисептика для рук не ефективніше за звичайне миття рук із водою і милом, але при збільшенні обсягу до 0,5 мм — ефективність спирту істотно зростає.
У робочому середовищі з високим рівнем ліпідних або білкових відходів (наприклад, харчова промисловість) використання тільки антисептика для рук на основі спирту не може бути достатнім для забезпечення належної гігієни рук.
Спирт знищує як патогенні (хвороботворні) мікроорганізми, так і постійну бактеріальну мікрофлору, яка зазвичай не викликає захворювань. Дослідження показують, що антисептики для рук на основі спирту не становлять загрозу для «добрих» мікробів, які природним чином присутні на шкірі. Тіло швидко поповнює руки так званими «добрими» мікробами, часто переміщаючи їх з верхньої частини руки, де є менша кількість шкідливих мікробів. Спирт також знімає з шкіри верхній шар жирів, що може негативно вплинути на захисні функції шкіри. Однак миття рук з допомогою детергентів, таких як мило, призводить до ще більшого руйнування захисту шкіри в порівнянні зі спиртовмісними засобами, викликаючи значну втрату шкірних ліпідів.
Склад антисептика для рук.
Для ефективної боротьби з мікробами концентрація спирту в засобах для обробки рук повинна бути вище 60 %[джерело?]. Для медичних установ, таких як лікарні та клініки, оптимальна концентрація спирту для знищення мікробів становить від 70 % до 95 %[джерело?]. Засоби для обробки рук на основі спирту, які містять дві різні речовини для боротьби з бактеріями (тобто спирт і хлоргексидин глюконат), є значно ефективнішими за передопераційні локальні антисептики для шкіри в лікарнях, ніж сам спирт. До складу більшості спиртових антисептичних засобів входить зволожувач, щоб захистити шкіру рук від надмірного висушування.
Однакові інгредієнти використовуються як у безрецептурних антисептичних засобах для рук, так і в антисептиках, застосовуваних у лікарнях, і включають спирти (етанол, ізопропанол та інші), іноді в поєднанні з іншими сполуками, такими як четвертинні солі (безалконій хлорид). Використання четвертинних солей націлене головним чином на збільшення антимікробної ефективності продукту, проте ці сполуки можуть викликати алергічні реакції у деяких людей. Однак алергічні реакції на четвертинні солі вкрай рідкісні, а перевага від їх використання (збільшення антимікробної ефективності) набагато перевищує ризики.
Концентрація четвертинних солей в одному відомому антисептику склала 200 часток на млн. Така концентрація ніколи не приведе до «липкості», навіть якщо засіб буде застосовуватися десятки разів на день. Як правило, четвертинні солі накопичуються на шкірі, і оскільки медичний персонал дуже часто використовує антисептики для рук протягом дня, таке скупчення може призвести до «липкого ефекту». Гелевидні антисептики для рук, використовувані багато разів на день, залишають «липкі» залишки через гелеву структуру. Гель не випаровується і залишається на руках, поки не буде видалений за допомогою мила та води.
Антисептики для рук виключно на основі спирту ліквідують липкий ефект, а також ризик алергічних реакцій. Спирт у спиртовмісному гелі випаровується, але гель залишається на руках і може викликати алергічні реакції.

## Застосування антисептика для рук в медицині
За даними Всесвітньої Організації Охорони Здоров'я (ВООЗ) щосекунди в світі 1,4 мільйона людей страждають від інфекцій, пов'язаних із госпіталізацією[джерело?]. У розвинених країнах від 5 до 10 % госпіталізованих пацієнтів під час перебування в сучасних госпіталях набувають одну або кілька інфекцій. У країнах, що розвиваються, ризик виникнення нозокоміальних інфекцій у 20 разів вищий.
У відділеннях інтенсивної терапії нозокоміальна інфекція вражає близько 30 % пацієнтів, а смертність може сягати 44 %. У різних госпіталях світу під час пандемії свинячого грипу зараження медпрацівників становили від 20 до 60 %[джерело?].
Антисептичні засоби для рук у лікарняному середовищі має два основні застосування: гігієнічна обробка рук та хірургічна дезінфекція рук.
Гігієнічна обробка рук антисептиком рекомендується при здійсненні медичного лікування і в усіх обставинах, коли необхідна дезінфекція рук (під час контакту з хворим або довкіллям пацієнта, зокрема перед медичним оглядом між кожним прийомом ліків, якщо він розбитий на частини). Крім співробітників лікарні, також наполегливо рекомендується робити за можливості гігієнічну обробку рук антисептиком як відвідувачам, так і самим пацієнтам.
«Миття рук забирає надто багато часу у перевантажених роботою медиків. Це об'єктивна реальність: якщо, наприклад, дотримуватись всіх показань і рекомендованої тривалості звичайного миття рук у відділенні реанімації, це потребує, за розрахунками Voss і Widmer (1997), 16 годин робочого часу на зміну з 12 чоловік! Одним з найбільш перспективних рішень у такій ситуації є використання спиртових антисептиків.»
Хірургічна антисептика рук: перед застосуванням препарату зап'ястки і передпліччя попередньо ретельно миють, дворазово, теплою проточною водою і туалетним милом протягом 2 хвилин, висушують стерильною марлевою серветкою. Потім на зап'ястки наносять 5 мл препарату і втирають його в шкіру рук і передпліч (тильна і внутрішня сторона долоні, пальці, області між пальцями) протягом 2,5 хвилин; процедуру повторюють двічі, підтримуючи шкіру рук у вологому стані. Загальний час обробки становить 5 хвилин. Стерильні рукавички надягають після повного висихання препарату.
Обробка шкіри операційного поля і ліктьових згинів рук донорів: шкіру дворазово протирають роздільними стерильними марлевими тампонами, рясно змоченими препаратом. Час витримки після закінчення обробки — 2 хвилини.
Обробка шкіри ін'єкційного поля: шкіру протирають стерильним ватним тампоном, рясно змоченим препаратом. Час витримки після закінчення обробки — 1 хвилина.
У медичній практиці, як правило, використовуються антисептики в поліетиленових пляшках об'ємом 300—500 мл з дозатором.

## Побутове використання антисептика для рук
Крім дезінфекції рук у медичного персоналу спиртовмісні антисептики для рук рекомендуються лікарями до застосування в побутових умовах, особливо в місцях великого скупчення людей, у яких відсутні умивальник з водою і мило.
Побутові антисептики для рук випускаються в невеликих флаконах, ємністю 50, 30 або 10 мл, а також у поліетиленових пляшках об'ємом 300—500мл з дозатором для використання на виробництві, в офісі або в громадських місцях, речовина може бути в гелеподібної формі або спреєм. Як правило, побутові антисептики для рук крім спирту містять добавки, що пом'якшують шкіру рук, найчастіше це гліцерин, і віддушки.
Гігієнічна антисептика рук: 3 мл препарату наносять на суху шкіру зап'ястків і втирають у шкіру до висихання, але не менше 30 сек.
Дуже багато питань не досліджені щодо застосування побутових антисептиків для рук.

## Безпека
Спиртовмісний гель може запалати і горіти полум'ям тьмяно-блакитного кольору[джерело?]. Це зумовлено тим, що до складу гелю входить легкозаймистий спирт. Деякі гелевидні антисептики для рук можуть не мати такого ефекту за рахунок високої концентрації в них води або зволожуючих речовин. Відомо кілька рідкісних випадків, при яких спирт спричинив запалювання в робочій зоні, включаючи випадок, коли спирт, використовуваний як антисептик, накопичившись під хірургічними серветками в операційній, став причиною виникнення вогню при використанні «припалювального» інструменту[джерело?] (термокаутера (ветеринарія), електродіатермокоагуляції). Щоб звести до мінімуму ризик пожежі, користувачі гелю для обробки рук на основі спирту повинні бути проінструктовані втирати засіб у руки, поки вони повністю не будуть сухими, вказуючи на те, що легкозаймистий спирт випарувався.
Повідомляється про випадки, коли люди пили антисептичні гелі (зі змішувачів) в тюрмах і лікарнях для зняття абстинентного синдрому — похмілля, — що призвело до скасування їх використання в деяких закладах[джерело?].